# مارتین روسر
مارتین روسر (انگلیسی: Martin Röser؛ زادهٔ ۱۳ اوت ۱۹۹۰) بازیکن فوتبال اهل آلمان است.
از باشگاه‌هایی که در آن بازی کرده‌است می‌توان به باشگاه فوتبال وهن ویسبادن اشاره کرد.